# Мертвец (фильм)
«Мертве́ц» (англ. Dead Man) — фильм независимого американского режиссёра Джима Джармуша (1995), повествующий о мистическом (возможно, посмертном) путешествии скромного бухгалтера Уильяма Блейка, ведомого по Дикому Западу к Тихому океану индейцем по имени Никто. В ходе своего путешествия главные герои проделывают долгий путь от инфернального города эпохи промышленной революции сквозь зеркальные воды реки забвения к покинутому жителями культовому центру вымирающего племени индейцев.
«Мертвец» укоренён в философии, стоящей за американской жанровой мифологией, однако однозначное отнесение его к определённому жанру представляет сложности — это и фильм-притча, и опрокинутый в прошлое роуд-муви, и метафизический вестерн.

## Сюжет
Вторая половина XIX века (вероятно, 1876 год). Стучат колёса паровоза, который мчит на Дикий Запад молодого кливлендского бухгалтера по имени Уильям Блейк (Джонни Депп). Молчание нарушается мрачным пророчеством подсевшего к Блейку помощника машиниста, который предсказывает ему скорую гибель в западных краях. Из разговора становится ясно, что после смерти родителей Блейк на последние деньги купил билет на поезд и теперь направляется в город Машин, где ему было письменно обещано место бухгалтера на местном металлургическом комбинате.
Разговор прерывается охотниками, которые прямо из окон движущегося поезда отстреливают бизонов. Заданное этой сценой гнетущее впечатление продолжается и по прибытии Блейка в макабрический город Машин. «Клоунский» фрак Блейка странно контрастирует с варварскими нарядами окружающих. На фабрике он узнаёт, что опоздал, на его место приняли другого человека. Владелец фабрики, Дикинсон (последняя роль Роберта Митчема), оказывается самодуром и мизантропом. Разговор с молодым человеком он ведёт, нацелив на него ружьё, после чего прогоняет Блейка. 
В отчаянии и без гроша в кармане, Блейк заходит в местный бар, где знакомится с бывшей проституткой, а ныне продавщицей бумажных цветов по имени Тэл. Вечер он проводит в её постели. Внезапно в дверях появляется её бывший жених и закатывает сцену ревности, в ходе которой убивает Тэл, а Блейк успевает застрелить его, но получает ранение в грудь, однако ему удаётся из последних сил сбежать. Вина за смерть Тэл и её жениха — сына мистера Дикинсона — падает на Уильяма Блейка. Он был объявлен в розыск, а Дикинсон нанимает трёх убийц, чтобы отомстить за смерть сына.
Раненый Блейк ищет спасения в близлежащем лесу. Там его находит Никто — индеец-отшельник, изгой своего племени (Гари Фармер). Узнав его имя, индеец принимает бухгалтера за «мертвеца» — давно умершего английского поэта Уильяма Блейка (1757—1827), стихи которого запали ему в душу много лет назад, когда он жил в Лондоне. Из уважения к его поэзии Никто решает помочь «бледнолицему» с честью переправиться в мир духов. «Как странно, что ты не помнишь своих стихов», — восклицает он в ответ на уверения раненого в том, что он никогда не слышал о своём знаменитом тёзке.
Подобно Блейку, индеец совершенно одинок в этом мире. Будучи полукровкой и изгоем племён, к которым принадлежали его родители, он был в детстве пойман белыми и провезён в клетке по всей Америке, а затем некоторое время учился в Англии. По его возвращении на родину соплеменники не поверили рассказам о путешествии и назвали его лжецом — «тем, кто, говоря громко, не говорит ничего». Став изгоем, Никто научился выживать в одиночку.
На пути им попадаются странные персонажи — трое охотников-гомосексуалов, которые не прочь переспать с миловидным бухгалтером, два помощника шерифа, миссионер-расист. Всех их убивает Блейк. Во главе посланной в погоню за Блейком троицы наёмных головорезов-следопытов стоит Коул, который, по слухам, изнасиловал, зажарил и съел своих родителей. По дороге Коул расправляется со своими спутниками; тело одного из них он съедает.
Опытные убийцы оказываются бессильны перед когда-то беспомощным бухгалтером. Зритель наблюдает за тем, как меняется личность главного героя в непривычных обстоятельствах, как ловко он осваивает новые для себя способы выживания. Побег от преследователей открывает для него путь к познанию своей истинной сущности. Он становится ближе к миру дикой природы; его начинают посещать видения. Среди листвы вместо безобидного енота ему мерещатся индейцы с боевой раскраской.
Кошмарный мир белых людей остаётся позади, когда Никто и вторично раненый Блейк добывают лодку и в ней сплавляются вниз по реке к океану. Они попадают в пустынное индейское поселение, больше похожее на гигантский некрополь. Местный вождь соглашается с честью проводить умирающего Блейка в последний путь. Когда его погребальная ладья отплывает в открытое море, Блейк уже настолько слаб, что едва замечает, как вдали на берегу раздаются последние выстрелы, которыми столкнувшиеся лицом к лицу Никто и Коул убивают друг друга.

## Работа над фильмом
Снискав признание фильмами на остросоциальную тематику, Джим Джармуш задумал снять исторический фильм, но такой, который не был бы замкнут в коконе эпохи, а был бы напоминанием о семидесятых, о времени опустившихся хиппи и наркоманов-одиночек, проводивших время в поисках «травки» и почти без причины пускавших в ход свои «пушки».
Свой фильм Джармуш намеревался построить на взаимоотношениях между фигурами белого американца, который «подобен чистому листу бумаги, на котором каждый хочет написать своё», и индейца, который станет гораздо более сложной и богатой личностью, чем его спутник.

Мне нужна была простая история и такие отношения между двумя парнями из разных культур, когда оба одиноки и потеряны и по разным причинам совершенно отчуждены от своих культур… Но в отличие от моих остальных фильмов, такой сюжет попутно подвиг меня на разработку других тем, которые возникают на периферии фильма: насилие, «пушки», американская история, «гений места», духовность, Уильям Блейк и поэзия, слава, статус вне закона — все те вещи, которые, несомненно, вплетены в ткань фильма
Оригинальный текст (англ.)I wanted that simple story, and that relationship between these two guys from different cultures who are both loners and lost and for whatever reasons are completely disoriented from their cultures. <...> But... unlike my other films, the story invited me to have a lot of other themes that exist peripherally: violence, guns, American history, a sense of place, spirituality, William Blake and poetry, fame, outlaw status — all these things that are certainly part of the fabric of the film.
— Джим Джармуш
«Мертвец» — самый дорогой фильм Джармуша, более масштабный и с более высокооплачиваемыми актёрами, чем его предыдущие работы. Финансирование пришлось искать в Европе, ибо штатовские компании, настороженные якобы заложенным в сценарии антиамериканским посылом, не вложили в съёмки ни цента; часть издержек режиссёр оплачивал из личных средств. Съёмки проходили в штатах Орегон, Вашингтон, Аризона, Невада, а также в штате Нью-Йорк, близ Ниагарского водопада. Режиссёр остался чрезвычайно доволен работой Деппа, с которым ему не приходилось ранее встречаться на съёмочной площадке, а Фармера пригласил ещё раз изобразить Никто в одном из эпизодов фильма «Пёс-призрак — Путь самурая» (1999), действие которого происходит уже в наше время.

## В ролях

Индеец Никто (Гари Фармер) и бухгалтер Блейк (Джонни Депп)

| Актёр             | Роль                        |
| ----------------- | --------------------------- |
| Джонни Депп       | Уильям Блейк                |
| Гари Фармер       | Никто ‡                     |
| Криспин Гловер    | Кочегар                     |
| Роберт Митчем     | Джон Дикинсон               |
| Мили Авитал       | Тэл Расселл ‡               |
| Гэбриел Бирн      | Чарли Дикинсон ‡            |
| Лэнс Хенриксен    | Коул Уилсон ‡               |
| Майкл Уинкотт     | Конвэй «Болтун» Твилл ‡     |
| Юджин Берд        | Джонни «Малыш» Пикетт ‡     |
| Билли Боб Торнтон | Старший охотник у костра ‡  |
| Игги Поп          | Сальваторе «Салли» Дженко ‡ |
| Джаред Харрис     | Бенмонт Тенч ‡              |
| Марк Бринглсон    | Младший шериф Ли ‡          |
| Джимми Рэй Уикс   | Старший шериф Марвин ‡      |
| Мишель Траш       | Девушка индейца Никто       |
| Альфред Молина    | Миссионер-торговец ‡        |
| Джон Хёрт         | Помощник Джона Дикинсона    |

## Жанр
Вестерн — это своего рода аллегорическая открытая форма... воображаемый мир, через который Америка пропускала свою историю, оставляя при этом на ней налёт идеологии.
Джонатан Розенбаум провозгласил «Мертвеца» вершиной «кислотного вестерна» — обоймы фильмов, которые начиная с 1960-х годов («Беспечный ездок») пытались осуществить деконструкцию этого порядком мифологизированного жанра, опрокинув воплощённые в нём культурные архетипы. Действительно, западный предел европейской цивилизации, в представлении Джармуша, — это вовсе не хранилище её демократических ценностей, каким он представлен в классических вестернах. Это царство тиранических олигархов вроде Дикинсона, воля которых — единственный здешний закон. Вместо картины неисчерпаемого богатства природы Запада, к которой приучил зрителя голливудский кинематограф, Джармуш показывает «земли, изуродованные экотерроризмом и загрязнённые промышленностью».
Сам режиссёр отрицает сознательное намерение «деконструировать» жанр, отмечая, что не относит себя к знатокам и поклонникам классического вестерна. По словам Джармуша, фильм начинается как типичный вестерн (прибытие молодого человека на Дикий Запад), но дальнейшее развитие событий вступает в противоречие с заложенными в этом жанре стереотипами. Выстрел из пистолета, который составлял кульминационный момент старого вестерна, — лишь предлог для духовного путешествия Уильяма и Никто. По словам Джармуша, он не может вспомнить ни одного вестерна, в котором главный герой настолько пассивен, настолько ведом навязанными ему обстоятельствами, как Уильям Блейк. Пустота в глазах Деппа призвана подчеркнуть то, что чуждые статусы великого поэта и преступника проецируются на его героя окружающими помимо его воли.
Режиссёр не стремился изначально придать истории Блейка сходство с вестернами. Глубинное родство между повествовательными структурами Джармуша и вестернами состоит в том, что режиссёр предпочитает всем прочим жанрам роуд-муви со свойственной ему метафорической окраской. Однако жанр роуд-муви родился из вестерна, который также подразумевает «путешествие в неизвестное» и во многих случаях насыщен метафорическим подтекстом.
Вестерн для Джармуша — это открытая кинематографическая форма, в которую традиционно облекаются суждения относительно американских ценностей, размышления о таких широких морально-философских понятиях, как возмездие, искупление, трагедия. Режиссёр отчасти разделяет мнение Сэма Пекинпы о вестерне как о некой универсальной форме, которая при внешней приуроченности к конкретному периоду истории всегда позволяет вести разговор о событиях сегодняшнего дня.

## Америка

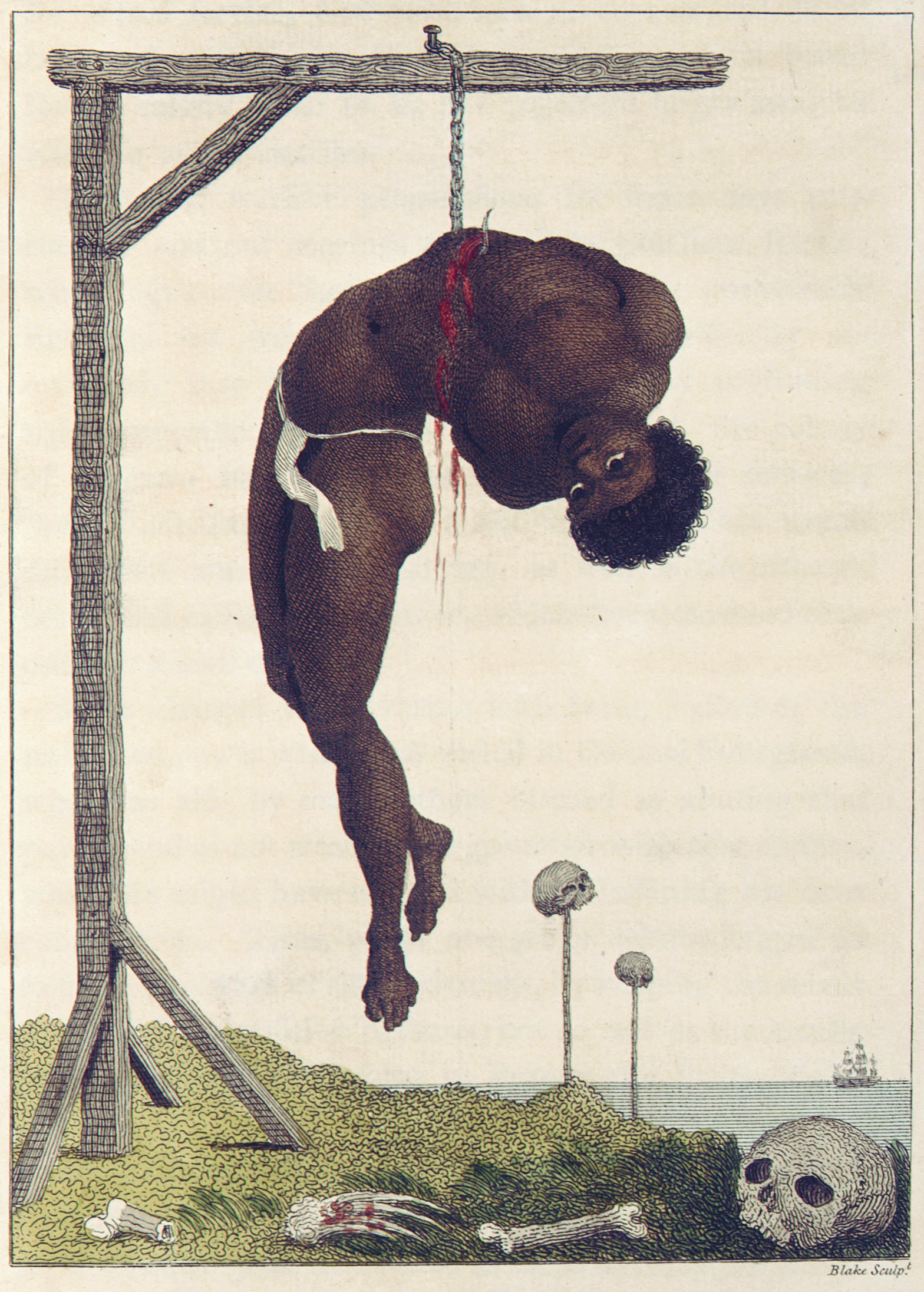
Повешенный белыми туземец на иллюстрации Уильяма Блейка (1796)

О «Мертвеце» было написано больше, чем о любом другом фильме Джармуша. Австралийский киновед Эдриен Мартин определил его как «призрачный, выжженный изнутри каркас вестерна, воздвигнутый для какой-то неясной, гнетущей цели». Эту цель многие рецензенты увидели в том, чтобы снести тот ценностный фундамент, на котором было возведено здание вестерна. Форма вестерна нужна Джармушу, кажется, только для того, чтобы взорвать её изнутри, выявив фальшивость мифа о Диком Западе. Составляющие классического вестерна перепрограммированы режиссёром на основе логики кошмара.
Отталкиваясь от самого американского из жанров, Джармуш подвергает систематической критике идеализированные представления об американской культуре и цивилизации, которые традиционно находили воплощение в фильмах этого жанра. В более ранних лентах его мишенью становилась духовная пустота основанного на потреблении американского образа жизни, но в «Мертвеце» под прицел критики подпадает, кажется, само существование Америки, построенное на костях индейцев ценой истребления их уникальной культуры и загрязнения естественной среды их обитания. «В „Мертвеце“ нет американского Запада. Есть только пейзаж, который победоносная Америка опустошила от жителей и превратила в капиталистическую бойню», — рассуждает известный публицист Кент Джонс.
О времени, когда происходят события, можно сделать заключение, исходя из брошенной в поезде кочегаром фразы, что в предыдущем году было убито свыше миллиона бизонов. Режиссёр отмечает, что эта отметка была превышена в 1875 году: «Правительство поддерживало истребление, ибо „нет бизонов — нет индейцев“». Но в геноциде местного населения были повинны и сами поселенцы, даже христианские миссионеры. В фильме показано, как один из них распространяет среди туземцев заражённые оспой и чахоткой одеяла, тем самым провоцируя смертоносные эпидемии. С позиций нашего времени эти действия можно расценить как применение к мирному населению биологического оружия.
Сгущая краски в духе немецкого экспрессионизма, Джармуш — как и в более ранних фильмах — прибегает к приёму остранения. Символическое сердце американской цивилизации, город Машин, показан глазами пришельца со стороны, в данном случае, Уильяма Блейка. Его изнурённые рабочие напоминают персонажей антиутопического «Метрополиса». На улицах города мы видим горы бизоньих черепов, а к стенам домов прислонены готовые для использования гробы. Над городом Машин господствуют заводские трубы, покрывающие всё в окрестности тонким слоем сажи. Фабрика царит над городом, как замок в одноимённом романе Кафки. Владелец фабрики — извращённый привычкой к насилию самодур, которого окружают подобострастно хихикающие подчинённые.

«Мертвец» Джармуша начинается с того места, где обрывается «Америка» Кафки — невинный молодой герой мчится по таинственному, бескрайнему Западу — но вскоре возвращает нас к кафкианской псевдоцивилизации, забрасывая Блейка в царство зловещего абсурда.— Дж. Хоберман

## Из тьмы к свету
Как и во многих фильмах-путешествиях, удаление Уильяма Блейка от центров цивилизации в неведомые просторы имеет притчевое измерение. Никто — современный психопомп — видит свою задачу в том, чтобы довести Блейка до «зеркала воды» как перешейка, ведущего на другой уровень бытия. Однако когда он заговаривает с Блейком о том, что намерен привести его «туда, откуда он пришёл», его собеседник простодушно полагает, что речь идёт о его родном Кливленде.

Вопреки его природе, обстоятельства превращают Блейка в преследуемого законом преступника, в убийцу, в человека, чьё физическое существование медленно истончается. Оказавшись посреди мира беспорядочного и жестокого, он прозревает хрупкость всех живых вещей. Он словно бы проходит через поверхность зеркала и обнаруживает себя на другой стороне, в мире, ранее ему неизвестном.
Оригинальный текст (англ.)Contrary to his nature, circumstances transform Blake into a hunted outlaw, a killer, and a man whose physical existence is slowly slipping away. Thrown into a world that is cruel and chaotic, his eyes are opened to the fragility that defines the realm of the living. It is as though he passes through the surface of a mirror, and emerges into a previously-unknown world that exists on the other side.
— Джим Джармуш
С одной стороны, путь Уильяма Блейка ведёт его из жизни в смерть, но с другой стороны — это путешествие из тьмы в свет. Мир города с говорящим названием «Машин» в том виде, каким он нарисован в фильме, — это мир тьмы. По словам режиссёра, устройся Блейк на работу у Дикинсона, он обрёк бы себя на несчастную жизнь до гроба. Встреча с индейцем даёт ему надежду на иное и лучшее существование. Неслучайно Никто встречает его цитатой из блейковских «Изречений невинности»:

Люди явятся на свет,
А вокруг — ночная тьма.
И одних — ждёт Счастья свет,
А других — Несчастья тьма.
Оригинальный текст (англ.)Every night and every morn
Some to misery are born.
Every morn and every night
 Some are born to sweet delight.
Some are born to sweet delight.
Some are born to endless night.

С традиционной для западной культуры перспективы смерть есть нечто тёмное и сугубо отрицательное. Но для мудрецов востока и для индейских шаманов смерть — это лишь частица более широкой жизни и вовсе не повод для слёз. Уилл подобен толстовскому Ивану Ильичу, который вполне в соответствии с учением буддизма, умирая, в самой смерти увидел свет. Джармуш также отрицает противоположность жизни и смерти; в его художественных координатах «смерть — продолжение жизни» в другом измерении или, как перед смертью выразился Блейк-поэт, «переход в соседнюю комнату»
Для Уильяма Блейка путь мертвеца представляет собой его жизнь. Для индейца Никто это путешествие – лишь продолжительная церемония, цель которой – доставить Блейка обратно в мир духов. Совершенно не свойственное западному, представление Никто о жизни как о бесконечном цикле лежит в основе фильма.
Этот переход может казаться неприятным и несправедливым с ограниченной перспективы человеческого тела, но с точки зрения духа это всего лишь отпадение ненужной коры, своего рода метаболический процесс. По ходу фильма Уилл пересекает своего рода чистилище, где граница между жизнью и смертью зыбка настолько, что невозможно чётко сказать, в какой именно момент главный герой становится «мертвецом» и, соответственно, возрождается к новой жизни. Смерть представлена не как определённая точка в повествовании, а как длящийся процесс одновременного телесного разложения и душевного воскрешения. Каждый персонаж фильма подобен сотруднику хосписа, который, приближая физическую гибель Блейка, содействует его возвращению в бестелесный мир духов.
Статус Уильяма как «мертвеца» беззвучно, но оттого не менее наглядно представлен в отсутствующей в сценарии сцене, которая была сымпровизирована Деппом прямо на съёмочной площадке. В лесу ему попадается тушка подстреленного оленёнка. Блейк последовательно дотрагивается до его и своей кровоточащей раны в груди после чего проводит обагрёнными смешанной кровью пальцами по своему лицу. Этим знаком он признаёт своё родство с мёртвым животным.

## Тема смерти
Фильму предпослан эпиграф Анри Мишо: «Желательно не путешествовать с мертвецом». Это единственный в своём роде фильм, где режиссёр предоставляет каждому из зрителей самостоятельно решить, в какой точке повествования наступила смерть главного героя, если она вообще наступила. Ему самому нравится думать, что благодаря защите Никто герой Деппа остался физически жив до самого конца фильма, хотя по ходу действия не раз мог погибнуть.
Среди поклонников фильма, однако, распространено мнение, что Блейк умер в самом начале своего пути, после убийства девушки и падения из окна (в тот момент, когда по небу пронеслась неестественно крупная падающая звезда, возможно, символизирующая его душу). Ранняя гибель главного героя позволяет объяснить ряд сюжетных несообразностей, как, скажем, неспешность движения беглецов и нереалистичную ловкость вчерашнего бухгалтера в обращении с огнестрельным оружием. Последующее знакомство с проводником в «мир духов» и путешествие с Никто в неизвестность оказывается, в таком случае, предсмертной галлюцинацией «бледнолицего» героя.
На возможность такого истолкования указывает не только название фильма, но и то, что Никто (буквально No-body, «бестелесный») при первой же встрече называет Блейка «мертвецом», задавая ему странный вопрос: «Ты убил того человека, который убил тебя?» На улицах города Машин главный герой встречает гробы, а его спутник, находящийся под воздействием принятого пейотля, наблюдает, как за измождёнными чертами лица Блейка призрачно проступает череп. По ходу фильма Блейк не раз ставит себя на место мёртвых, в частности, ложится в лесу рядом с убитым оленёнком, имитируя его позу. В финале фильма обряженный в похоронный наряд Блейк отплывает в море на погребальной ладье. Многим народам лодка испокон веков представлялась «средством перехода из материального мира в духовный: символическая колыбель для душ, которые ждут возрождения».
В литературоведении такой приём повествования называют «ложным продолжением». Тематически и структурно к «Мертвецу» близок рассказ Борхеса «Юг» (1949), в котором альтер эго автора совершает посмертное паломничество в страну предков, чтобы в своём воображении умереть той смертью, о которой всегда мечтал. В американскую литературу приём «ложного продолжения» был введён Амброзом Бирсом в знаменитом рассказе «Случай на мосту через Совиный ручей» (1891). Сходство с фильмом тем более явное, что действие рассказа происходит примерно в то же время в американской глухомани.

## Блейковский подтекст

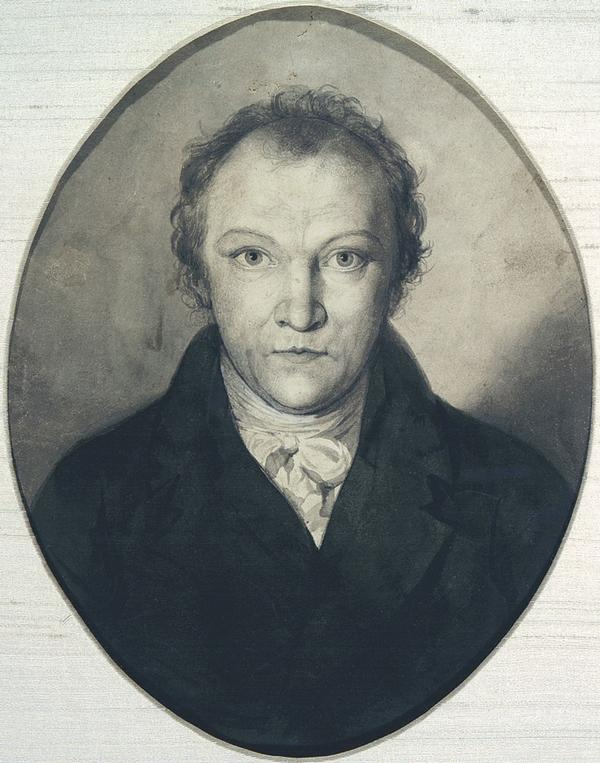
Автопортрет Уильяма Блейка (1802 год)

Иносказательный смысл путешествия главного героя усилен тем, что он носит имя
великого провидца-мистика конца XVIII века. Имя Блейка появилось в сценарии после того, как Джармуш обратил внимание на то, что идеи и стихи великого романтика «словно пропитаны духом индейцев». Внутреннее развитие главного героя по ходу действия фильма также созвучно с центральными для Блейка-поэта категориями «невинности» и «опыта». Как подметили критики, перекличка сценария и диалогов с творчеством Блейка не только углубляет историческую перспективу, но и позволяет осуществить привязку внутреннего сюжета к блейковской теории развития как явления циклического, идущего по кругу.
По всему сценарию «Мертвеца» пригоршнями разбросаны аллюзии к произведениям Блейка. Речь Никто пересыпана афоризмами из блейковских «Пословиц ада», которые незнакомый с творчеством своего тёзки бухгалтер принимает за индейский фольклор. Такое же впечатление народности цитаты из Блейка (вроде «Учась у вороны, орёл губит своё время») призваны произвести и на зрителя. Даже имя девушки, убийство которой приводит в действие сюжет, позаимствовано из названия блейковской «Книги Тэль» (The Book of Thel, 1789). А блейковский афоризм «Стоячие воды таят отраву» (Expect poison from standing water) и впрямь материализуется: Коул убивает своего спутника в тот момент, когда тот пытается испить из лесной лужи.
Впрочем, в увлечении индейца блейковской поэзией заключена хронологическая неувязка: первая публикация «Изречений невинности» состоялась в Лондоне в 1866 году, то есть за десять лет до описанных в фильме событий. Весьма маловероятно, чтобы Никто в это время находился в Лондоне; судя по его словам, он вернулся на родину ещё в 1850-е годы. Пребывание Никто в Англии, таким образом, пришлось на то время, когда имя Блейка было предано викторианцами полному забвению.

## Образность и музыка

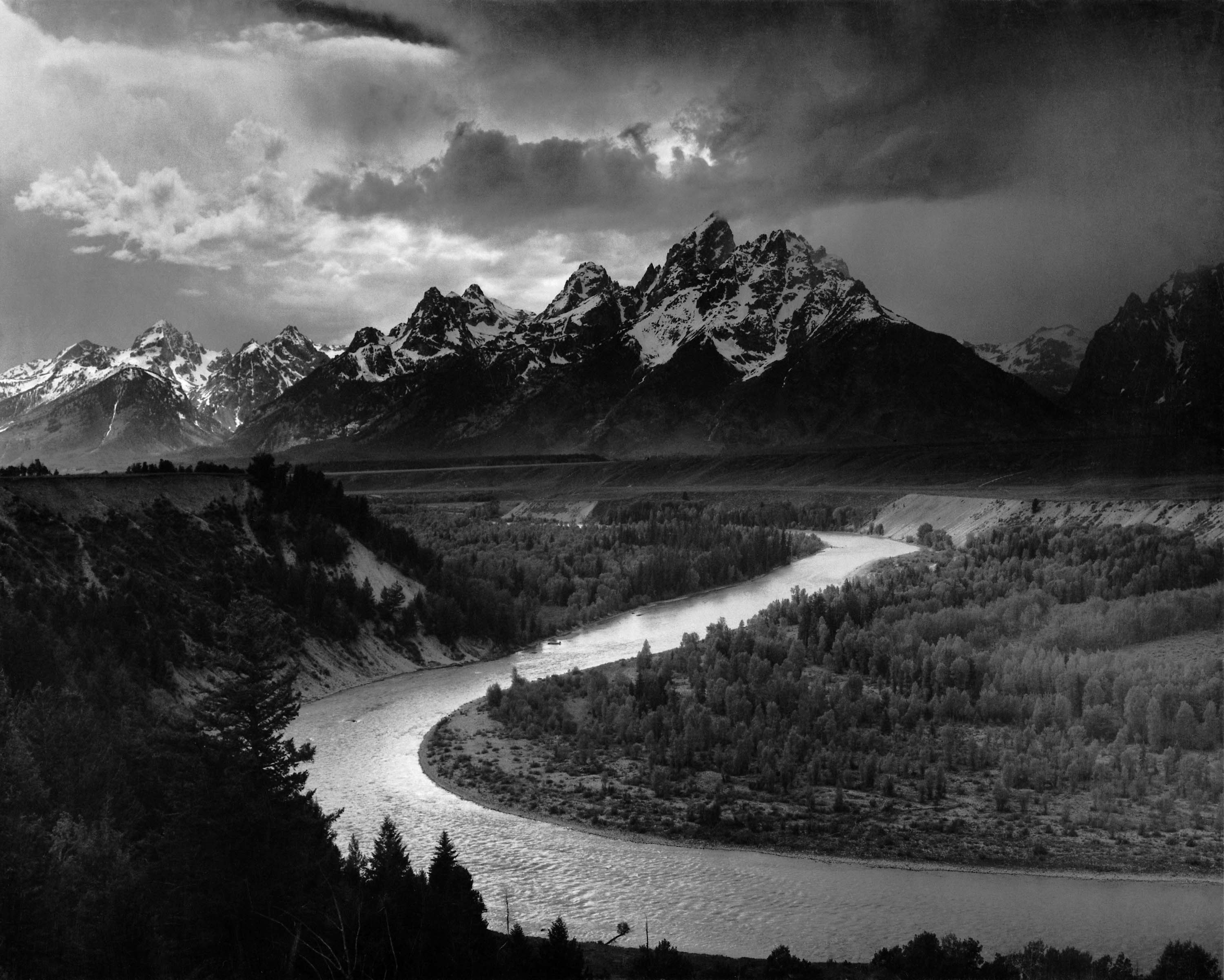
Контрастность изображения напоминает чёрно-белые фотографии Ансела Адамса

Фильм был снят в серой палитре чёрно-белой тональности, так как его главный герой уходит от всего привычного, а краски, наоборот, «соединяют нас с традиционными цветовыми сочетаниями, знакомыми из жизни». Авторы вестернов шестидесятых, снимавшие в такой же пыльно-серой цветовой гамме, знали, что она нейтрализует красочный пейзаж и обеспечивает необходимое историческое расстояние. Режиссёр высоко оценил работу Робби Мюллера над негативами с тем, «чтобы отобразить все возможные серые тона, в то же время сохраняя строгий контраст между чёрным и белым, как будто цветная плёнка ещё не была изобретена». Эта контрастность настолько велика, что позволяет говорить о сознательной стилизации экранных образов под пейзажные фотографии «певца американского Запада» — Ансела Адамса.
В своей первой же крупной работе, фильме «Более странно, чем в раю» (1984), Джармуш решил переходы от сцены к сцене за счёт постепенного затемнения до нескольких секунд полной черноты. В «Мертвеце» режиссёр вернулся к этому приёму, памятуя о том, что он широко использовался ещё в сороковых годах и вообще ассоциируется в кино с традиционной техникой повествования. Результатом стало замедление ритма фильма. Критиками отмечалось, что подобная «визуальная пунктуация» обеспечивает «гипнотически медленный ритм» просмотра, сходный с медитацией. С точки зрения самого режиссёра, затемнение каждой из сцен до полной темноты отражает периодически отключающееся сознание тяжело раненного главного героя. И когда фильм завершается тёмным экраном, зрителю предоставляется сделать вывод: умер Блейк — или это очередное временное «отключение» его сознания.
Путешествие на запад сопровождается медитативной кантри-рок-музыкой Нила Янга. Саундтрек состоит в основном из гитарных аккордов, которые были сымпровизированы Янгом при просмотре фильма. Следующий за «Мертвецом» фильм Джармуша, «Год лошади», рассказывал о творческом пути этого легендарного музыканта и его группы «Бешеная лошадь». Музыка Янга соприродна сюжету, так как под этот аккомпанемент был написан сценарий фильма. По признанию режиссёра, содержание его кинолент наполовину раскрывается через звуковую, а не визуальную составляющую. Джармуш считает, что Нил Янг своим саундтреком «перенёс весь фильм на более высокий уровень, переплетя дух рассказа со своей музыкально-эмоциональной реакцией на него».
В знак уважения к актёру Ли Марвину, воплотившему в классическом Голливуде типаж «крутого парня», Джармуш дал лысым шерифам, идущим по следу Блейка, имена Ли и Марвин. Двое из охотников, сидящих у костра вместе с героем легендарного Игги Попа, носят по сценарию имена участников группы Тома Петти The Heartbreakers.

## Прокатная судьба и награды

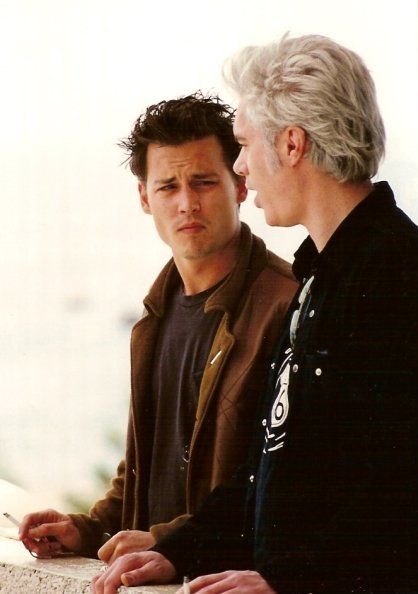
Джонни Депп и Джим Джармуш на премьере фильма в Каннах

Как и почти все другие фильмы Джармуша, «Мертвец» был принят в основной конкурс Каннского фестиваля. На премьерном показе 26 мая 1995 года стояла гробовая тишина, по окончании просмотра никто не аплодировал, и только неизвестный зритель с сильным французским акцентом прокричал: «Джим! Это дерьмо!». Прошёл целый год, прежде чем «Мертвец» вышел на экраны США (10 мая 1996 года). Подобная задержка с релизом произошла и в европейских странах. Прокатная судьба его была сложной: в США фильм демонстрировался всего лишь в 37 кинотеатрах. Такие ведущие издания, как The New Yorker, впервые за всю карьеру Джармуша вообще проигнорировали выход его новой работы. Не исключено, что причиной столь прохладного приёма послужила мрачность нарисованной в фильме картины Америки. За время первоначального кинопроката в Штатах фильм заработал 1 миллион долларов, в то время как бюджет ленты составил 9 миллионов долларов Стандартная версия DVD поступила в продажу только 19 декабря 2000 года.
При получении награды нью-йоркских критиков Джармуш высказал своё неудовольствие отсутствием энтузиазма в продвижении фильма со стороны дистрибьютора Miramax Films. По всей видимости, задержка с релизом фильма была вызвана тем, что режиссёр не принял предложения дистрибьютора перемонтировать фильм для американской премьеры. Для этого у него были все основания, ведь по контракту именно он владел негативами. Розенбаум приводит случай, когда организатору ретроспективы фильмов Джармуша в Miramax’е посоветовали не включать в неё «Мертвеца» на том основании, что фильм-де «паршивый».
«Мертвец» номинировался на авторитетную в стане американского независимого кино премию «Независимый дух» в 4 номинациях («Лучший фильм», «Лучший сценарий», «Лучшая операторская работа», «Лучшая мужская роль второго плана»), но во всех категориях уступил «Фарго» братьев Коэнов Нью-йоркские кинокритики отметили Робби Мюллера своей наградой в качестве лучшего оператора. И довольно неожиданно фильму Джармуша была присуждена первая в истории премия Европейской киноакадемии за лучший фильм, снятый за пределами Европы.
В России фильм был впервые показан телеканалом ОРТ в конце 1996 года. Представлявший картину Артемий Троицкий приравнял её показ на центральном канале к пляскам шаманов во Дворце съездов. Над озвучкой работали народный артист России Александр Клюквин и его сестра Мария (студия Selena International). Впоследствии появилось ещё несколько переводов, в том числе гоблинский в исполнении Дмитрия Пучкова, который назвал «Мертвеца» самым странным из виденных им фильмов.

## Отзывы о фильме

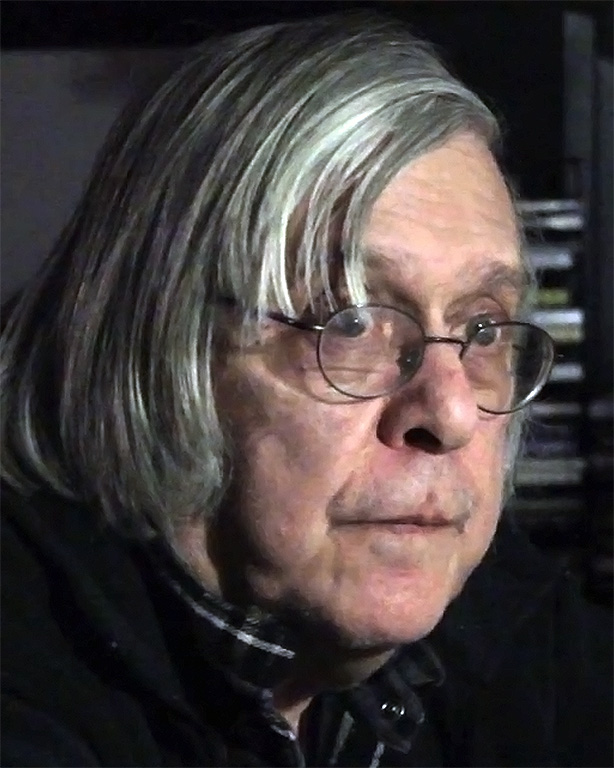
Джонатан Розенбаум был так восхищён фильмом, что написал о нём отдельную книгу

На обобщающем критические отзывы ресурсе Rotten Tomatoes 71 % рецензий на фильм — положительные. Впрочем, фильм многим не понравился. Так, авторитетный среди американской публики Роджер Эберт дал фильму полторы звезды (из четырёх максимальных), прокомментировав это так: «Джим Джармуш пытался что-то донести до зрителей, но что именно — я так и не понял». Автор рецензии в Washington Post высказал сожаление по поводу затянутости и бессюжетности фильма, присовокупив к нему пожелание, чтобы режиссёр оживил действие «появлением в кадре кавалерии или чего-нибудь подобного».
Влиятельный чикагский кинокритик Джонатан Розенбаум напротив, причислил фильм к числу самых интересных и значительных за всё десятилетие. Отторжение «Мертвеца» мейнстримом Розенбаум списал на негативное влияние The New York Times, которая якобы прививает американским зрителям вкус к более коммерчески ориентированной разновидности независимого кино, ярче всего представленной Квентином Тарантино. Позднее он написал о «Мертвеце» отдельную книгу (ISBN 0-85170-806-4), изданную в серии Британского института кино о великих фильмах XX века. Дж. Хоберман из журнала Village Voice увидел в «Мертвеце» тот вестерн, снять который мог бы сам Тарковский. А авторитетный музыкальный критик Грейл Маркус (Rolling Stone) озаглавил свою рецензию так: «Десять фактов, доказывающих, что „Мертвец“ — лучший фильм конца XX века».
Попытку примирить диаметрально противоположные подходы к фильму представляла рецензия Стивена Холдена в респектабельной The New York Times. Отношение Холдена к «Мертвецу» было двояким: «Когда „Мертвец“ представляет Дикий Запад как инфернальный пейзаж смерти, он источает бешеную жизнь. Когда же фильм пытается осмыслить эти образы, он навевает дремоту». В другом месте Холден развил свою точку зрения:

Как только «Мертвец» поддаётся собственным аллегорическим поползновениям, он превращается в затянутый философский эксперимент, в котором диалогам далеко до энергии отрицательных персонажей и новизны образного строя. Снятый в чёрно-белой гамме, фильм прекрасно воплощает представление о Западе как о чём-то «диком» в самом примитивном и жутком смысле этого слова.
— The New York Times
Кинообозреватель газеты «Ведомости» Юрий Гладильщиков назвал «Мертвеца» «самым необычным вестерном», выделив нарочитую неспешность переходов преследуемых и преследующих, которые ему напомнили «ритуалы».
Эстетика «Мертвеца» нашла своих продолжателей. Приверженность к минимализму, неторопливый темп повествования, специфический юмор — те качества, которые у Джармуша позаимствовали режиссёры более молодого поколения (Вонг Карвай, София Коппола, Ричард Линклейтер). В России о сознательной полемике с «Мертвецом» критики говорили применительно к фильму Александра Велединского «Живой» (2006).

## Вестерн для индейцев
Как отмечает критик индейского происхождения Жаклин Килпатрик, «Мертвец» стал первым вестерном, хотя бы отчасти рассчитанным на индейскую аудиторию. Трудно представить себе другой фильм этого жанра, в котором главным и при том наиболее начитанным героем является индеец, который к тому же клеймит своего белого спутника фразами вроде «этот никчёмный бледнолицый». При обрисовке этого персонажа режиссёр стремился отойти от типичного для вестернов выставления индейца в качестве одномерного «благородного дикаря»-резонёра или же проходного персонажа, мишени для пули. В своих интервью Джармуш подтрунивает над режиссёрами вестернов, для которых индейцы были не более чем мифологизированными туземцами. В качестве примера он приводит историю о том, как легендарный Джон Форд снимал под видом команчей индейцев навахо, которые даже в кадре говорили на своём языке.
В отличие от своих предшественников, Джармуш пытался воспроизвести культуру исчезнувших племён, которые некогда населяли побережье Калифорнии, с предельной достоверностью. Индейская деревня на берегу океана, в которую Никто привозит Блейка, была построена специально для съёмок, но в полном соответствии с историческими реалиями, включая таинственно открывающиеся деревянные ворота и огромные фигуры истуканов. Сам Никто говорит на четырёх языках: языке племени черноногих, кри, маках и английском. Последний носитель языка маках умер через несколько лет после съёмок фильма. Ни один из этих языков не являлся родным для Гари Фармера, исполнившего роль Никто (Фармер происходит из народа каюга). Особенную сложность представляло для него воспроизведение слов на языке маках.

Учитывая внимание режиссёра к индейской культуре, Джармуш и Гловер настояли на том, чтобы кассеты с «Мертвецом» были завезены в видеомагазины всех индейских резерваций. Специально для индейской аудитории некоторые пассажи, произнесённые на местных наречиях, были оставлены без перевода на английский. В повествование вплетены и другие нюансы, понятные только носителям индейской культуры. Так, на протяжении всего фильма Никто спрашивает у Блейка, нет ли у него табака, а тот отвечает, что не курит. Таковы и его последние слова. В интервью Джармуш подчёркивает, что употребляемый индейцами табак — гораздо более сильный наркотик, чем обычные сигареты, и что его употребление имеет ритуальное значение. Он описывает курение как священнодействие: «табак — то, что вы приносите с собой в гости, что воскуривается во время молитвы». Признание индейцев в качестве потенциальной аудитории позволило некоторым исследователям увидеть в фильме одно из проявлений нового для американской культуры явления — комплекса вины за аннексию предками индейских земель.